# Carimbador Maluco
Carimbador Maluco (às vezes grafado como O Carimbador Maluco) é um compacto do cantor e compositor Raul Seixas, lançado em 26 de abril de 1983 pela gravadora Eldorado e presente no álbum Raul Seixas, lançado no mesmo dia.
A letra da canção faz uma pesada crítica à burocracia do governo, e foi inspirada no texto "Ser Governado É", presente no livro A Ideia Geral de Revolução no Século XIX, do anarquista Pierre-Joseph Proudhon.

## Gravação, lançamento e promoção
O compacto foi gravado entre março e abril de 1983 - no Estúdio Eldorado, em São Paulo - para fazer parte de um especial infantil da Rede Globo, Plunct, Plact, Zuuum. Raul tinha sido convidado para participar do musical com uma canção e, também, atuando. Assim, o cantor compôs uma canção inspirado por sua filha com Kika, Vivian, que tinha dois anos. Quando a gravadora de Raul ficou sabendo que a canção seria utilizada em um especial de televisão, ela quis incluir a canção no disco que seria lançado. Entretanto, a primeira tiragem já tinha sido feita e a canção teve que ser incluída em um compacto, distribuído em forma de encarte junto do disco, lançado em 26 de abril de 1983. Nas versões posteriores, o disco sairia com a canção incorporada como a faixa 7. O compacto seria relançado nos meses seguintes com Lua Cheia como lado B. A canção também foi incluída no álbum com a trilha sonora do especial, lançado em 1983, pela Som Livre.
Raul apresentou-se cantando a canção e interpretando o personagem título no especial infantil, que foi ao ar em 3 de junho de 1983 às 21:30 - na faixa conhecida como "Sexta Super". Novamente, em dezembro, o cantor baiano participou do especial infantil de natal da emissora carioca, no estádio do Maracanã, em companhia da Turma do Balão Mágico e dos Trapalhões, cantando esta canção.

## Faixas
| Primeira versão |                     |                |         |  |
| N.º             | Título              | Compositor(es) | Duração |  |
| 1.              | "Carimbador Maluco" | Raul Seixas    | 2:20    |  |
| 2.              | "Carimbador Maluco" | Raul Seixas    | 2:20    |  |
| Duração total:  | Duração total:      | Duração total: | 4:40    |  |

| Versão Final   |                     |                |         |  |
| N.º            | Título              | Compositor(es) | Duração |  |
| 1.             | "Carimbador Maluco" | Raul Seixas    | 2:20    |  |
| 2.             | "Lua Cheia"         | Raul Seixas    | 3:25    |  |
| Duração total: | Duração total:      | Duração total: | 5:45    |  |